# Rolf Lefdahl
Rolf Lefdahl (13 agosto 1882 – 5 febbraio 1965) è stato un ginnasta norvegese.

## Palmarès

### Olimpiadi
- Argento a Londra 1908 nel concorso a squadre.